# Вернер, Элис
Э́лис Ве́рнер (26 июня 1859 — 9 июня 1935) — писательница, поэтесса и преподавательница языков банту. 
Родилась в Триесте. Жила в Новой Зеландии, Мексике, США и странах Европы. Начальное образование получила в Германии до своего переезда в Великобританию, где посещала колледж Ньюнхейм при Кембриджском университете. После посещения Ньясаленда в 1893 году, Наталя в 1894 году, все написанные ею произведения были связаны с африканской тематикой. С 1899 года преподавала в Лондоне язык зулу и африкаанс. В 1911—1913 годах путешествовала по Восточной Африке, где изучала местные языки. В 1917 году начала работать в «Школе востоковедения», двигаясь вверх по карьерной лестнице от обычного преподавателя до профессора и специалиста по суахили и языкам банту, где продолжала свою работу вплоть до выхода на пенсию в 1929—1930 годах. В течение этого времени, также преподавала в Оксфорде и Кембридже, в сотрудничестве со своей сестрой Мэри Вернер. В 1928 году получила звание заведующего кафедрой литературы Лондонского университета. После выхода на пенсию, получила звание заслуженного профессора того же университета. В 1931 году была награждена серебряной медалью «Африканского общества», в котором она была вице-президентом.

## Работы
- «A Time and Times (poems)» (1886)
- «O’Driscoll’s Weird» (1892)
- «The Humour of Italy» (1892)
- «The Humour of Holland» (1893)
- «The Captain of the Locusts» (1899)
- «Chapinga’s While Man» (1901)
- «Native Races of British Central Africa» (1906)
- «The Language Families of Africa» (1915)
- «A Swahili History of Pate» (1915)
- «Introductory Sketch of the Bantu Languages» (1919)
- «The Swahili Saga of Liongo Fumo» (1926)
- «Swahili Tales» (1929)
- «Structure and Relationship of African Languages» (1930)
- «The Story of Miqdad and Mayasa» (1932)
- «Myths and Legends of the Bantu» (1933)